# بیماری پیوند در برابر میزبان
بیماری پیوند در برابر میزبان (به انگلیسی: Graft-versus-host disease) یک سندرم است که با التهاب در اندام‌های مختلف مشخص می‌شود. بیماری پیوند در برابر میزبان معمولاً با پیوند مغز استخوان و پیوند سلول‌های بنیادی همبستگی دارد.

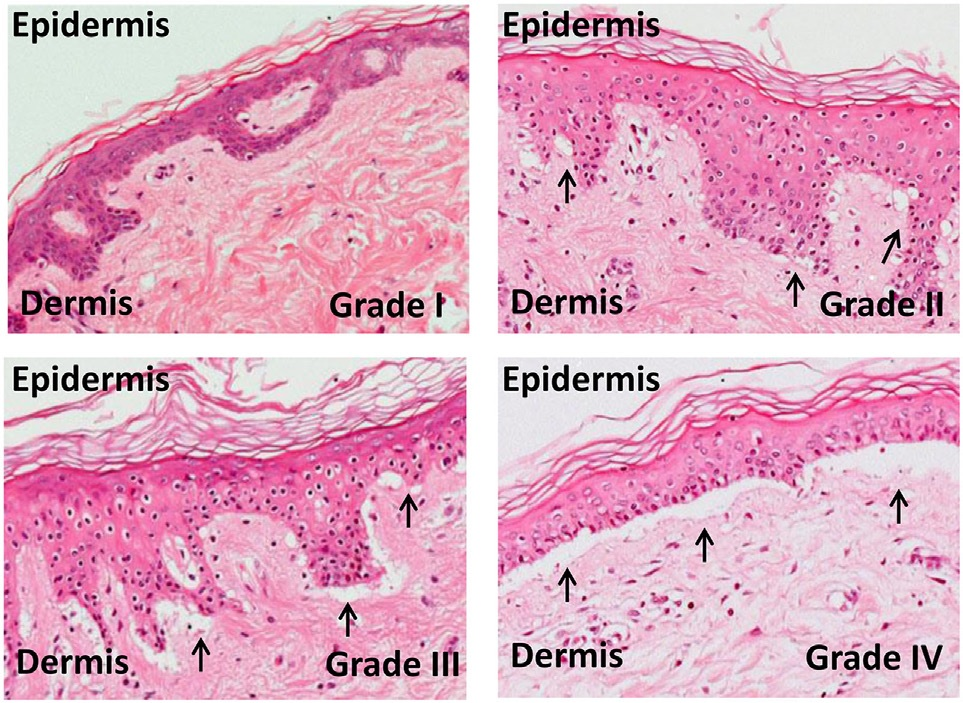
میکروگراف درجه بیماری پیوند پوست در برابر میزبان: از درجه I GvHR (با حداقل واکوئولیزاسیون در اپیدرم) تا درجه II GvHR (با اجسام واکوئولیزاسیون و دیسکراتوز) تا درجه III GvHR (با تشکیل شکاف زیر اپیدرمی) و در نهایت تا درجه IV GvHR (با جدا شدن درم از اپیدرم).

در شرایط بالینی، بیماری پیوند در برابر میزبان به شکل‌های حاد و مزمن تقسیم می‌شود و بر اساس بافت آسیب‌دیده و شدت واکنش نمره‌گذاری یا درجه‌بندی می‌شود.

## سازوکار
پاتوفیزیولوژی GvHD شامل سه مرحله است:
1. فاز آوران: فعال شدن APC (سلول‌های ارائه‌دهنده آنتی‌ژن)
2. فاز وابران: فعال‌سازی، تکثیر، تمایز و مهاجرت سلول‌های عامل
3. فاز مؤثر: نابودی بافت هدف